# (4686) Maisica
(4686) Maisica es un asteroide perteneciente al cinturón de asteroides, descubierto el 22 de septiembre de 1979 por Nikolái Stepánovich Chernyj desde el Observatorio Astrofísico de Crimea (República de Crimea).

## Designación y nombre
Designado provisionalmente como 1979 SX2. Fue nombrado Maisica en honor a María Luisa García Grima, amiga del descubridor.